# Cherhill
Pour le hameau au Canada, voir Cherhill (Alberta).
Cherhill est une paroisse civile et un village du Wiltshire, en Angleterre.